# Александер Гілл Еверетт
Александер Гілл Еверетт (англ. Alexander Hill Everett; 19 березня 1792 — 28 червня 1847) — американський дипломат, політик і бостонський літератор. Еверетт обіймав дипломатичні посади в Нідерландах, Іспанії, на Кубі та в Китаї. Його переклади європейської літератури, опубліковані в журналі «North American Review», вплинули на рух трансценденталізму.

## Біографія
Еверетт народився в Бостоні, штат Массачусетс, у родині Люсі Гілл й Олівера Еверетта, який на той час був служителем Нової Південної церкви. Еверетти були відомою родиною Массачусетсу: по лінії батька Александер був нащадком Річарда Еверетта (1597—1682), одного з перших поселенців Дедгема, штат Массачусетс. Молодший брат Александера, Едвард Еверетт, обіймав посаду 15-го губернатора штату Массачусетс і державного секретаря. Александер закінчив Гарвардський коледж у 1806 році, став наймолодшим і найкращим на курсі. Після закінчення коледжу він один рік працював помічником викладача в Академії Філліпса Ексетера, потім вивчав право в офісі Джона Квінсі Адамса. У 1809 році він супроводжував Адамса до Росії, де прожив два роки як його особистий секретар у дипломатичній місії.
Після закінчення війни 1812 року губернатора штату Массачусетс Вільяма Юстіса призначили дипломатичним представником в Нідерландах, якого Еверетт супроводжував як секретар дипломатичної місії, але після року служби повернувся додому. Однак після відставки губернатора Юстіса з представництва Еверетта призначили його наступником як повіреним у справах у Гаазі, посаду він обіймав з 1818 по 1824 рік. У той час Еверетт написав книгу про європейські справи, яка вийшла друком у 1821 році під назвою «Європа, або Загальний огляд поточного становища головних держав з припущеннями щодо їхніх майбутніх перспектив». У ній Еверетт описав Нідерланди як «згнившу та занепавшу націю», чиє створення було помилкою, і передбачив, що вона з часом зникне в морі. Після того як Адамс став президентом у 1825 році, він призначив Еверетта дипломатичним представником в Іспанії з 1825 по 1829 рік.
Як посол в Іспанії, Еверетт підтримував стурбованість США Кубою як сусідньою рабовласницькою колонією. У листопаді 1825 року він писав, що це неприйнятно, якщо острів стане частиною нової незалежної Мексики чи Колумбії, посилаючись, що, на його думку, чорношкіре населення острова було занадто чисельним. З тих самих причин він також виступав проти незалежності Куби.
Після служби в Іспанії він повернувся до Бостона та отримав контрольний пакет акцій у «North American Review» (у якому він брав активну участь, поки його брат був редактором), і незабаром після цього змінив Джареда Спаркса на посаді головного редактора. Підприємство не було фінансово вигідним. У 1824 році Еверетта обрали членом Американської академії мистецтв і наук, у 1830 році він приєднався до Американського філософського товариства.
Однак урядова служба Еверетта ще не закінчилася, і він засідав у законодавчому органі Массачусетсу з 1830 по 1835 рік. Його політичне становище в Массачусетсі різко погіршилось, коли після роботи в законодавчому органі штату Еверетт змінив партію вігів на демократів, а також його звинуватили у програші брата Едварда у боротьбі за переобрання на пост губернатора у 1839 році. У 1840 році Еверетт служив на Кубі як спеціальний дипломатичний агент США. Перебуваючи на Кубі, він отримав призначення на посаду президента коледжу Джефферсона, штат Луїзіана, але через погіршення здоров'я був змушений повернутися до Нової Англії.
Після повернення з дипломатичної місії до Китаю Калеба Кушинга, Еверетт став наступним уповноваженим і 4 липня 1845 року відплив до Кантона. Через хворобу він затримався в Ріо-де-Жанейро та повернувся додому. Улітку 1846 року він зробив другу й успішнішу спробу дістатися до місця призначення, але помер у Кантоні незабаром після прибуття, 28 червня 1847 року. Його поховали на кладовищі іноземців на острові Чанчжоу в Ґуанчжоу, Китай.

## Основні праці
- Europe; or, A General Survey of the Present Situation of the Principal Powers; with Conjectures on Their Future Prospects. Бостон: Oliver Everett, Cummings and Hillard, 1822.
- New Ideas on Population: With Remarks on the Theories of Malthus and Godwin. Boston: Cummings, Hilliard and Co., 1823; 2nd ed., 1826. Reprint. Нью-Йорк: Augustus M. Kelley, 1970.
- America: or, A General Survey of the Political Situation of the Several Powers of the Western Continent, with Conjectures on Their Future Prospects. Філадельфія: H. C. Carey and I. Lea, 1827.
- Strictures on Nullification. Бостон: Stimpson and Clapf, 1832.
- Critical and Miscellaneous Essays. 2 томи. Бостон: J. Monroe and Company, 1845—1846.